# Paracyrtus
Paracyrtus este un gen de muște din familia Acroceridae.

Cladograma conform Catalogue of Life:
| Paracyrtus | \| \| Paracyrtus albofimbriatus \| \| \| \| \| \| Paracyrtus kashmirensis \| \| \| \| |
|            | \| \| Paracyrtus albofimbriatus \| \| \| \| \| \| Paracyrtus kashmirensis \| \| \| \| |
|            | Paracyrtus albofimbriatus                                                             |
|            |                                                                                       |
|            | Paracyrtus kashmirensis                                                               |
|            |                                                                                       |